# Mattholmsfladan

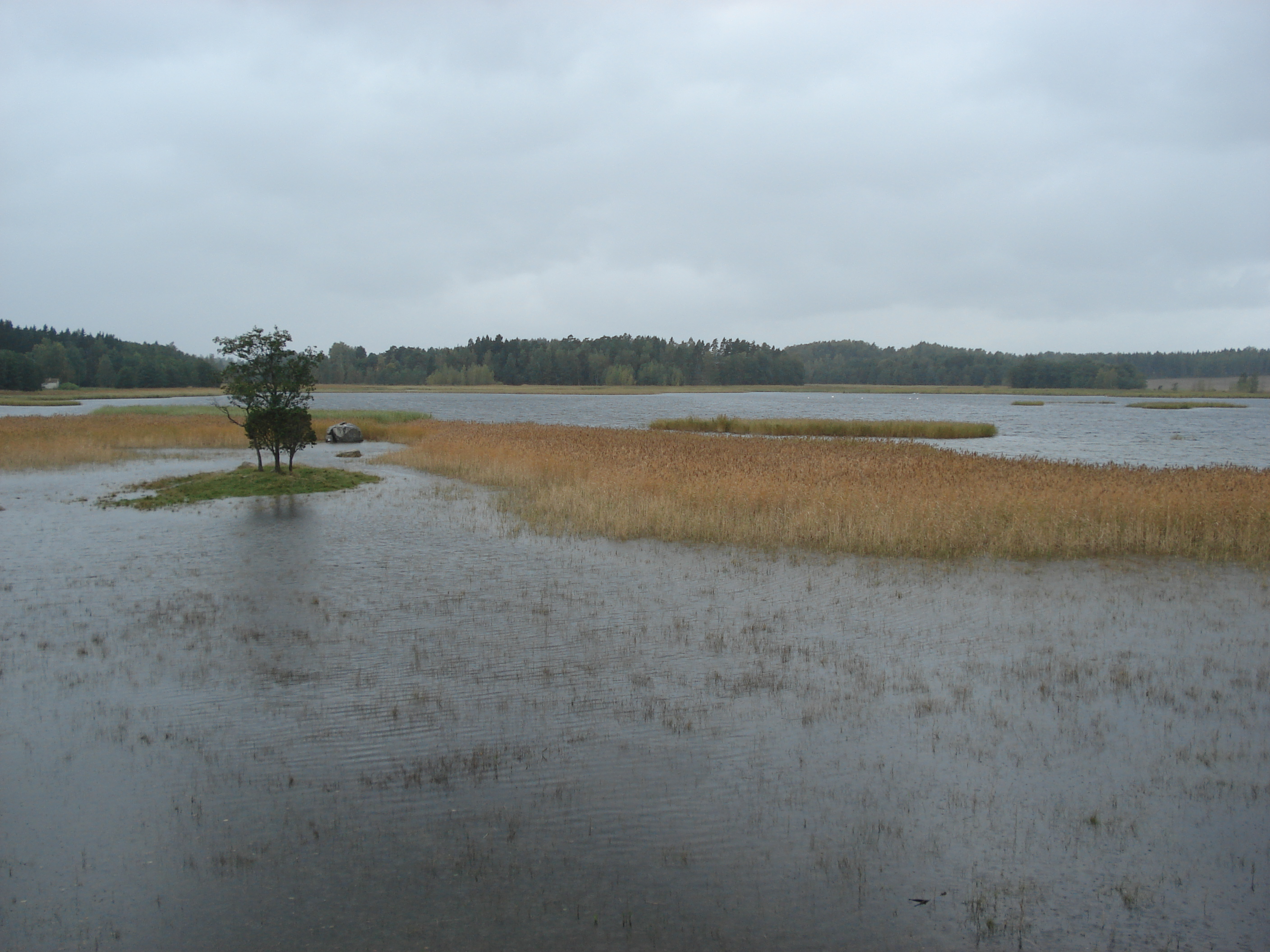
La même zone en septembre 2007.

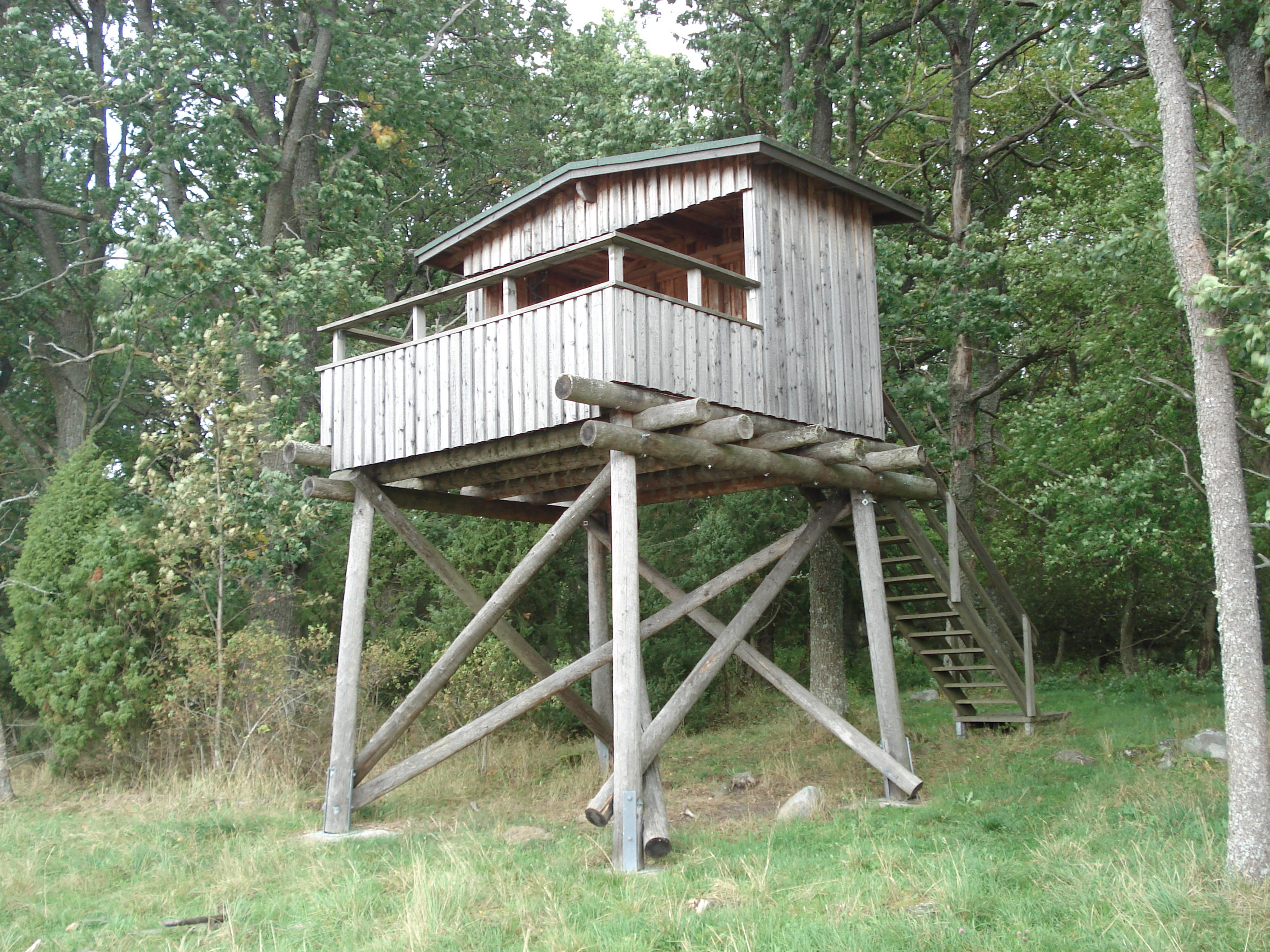
L'observatoire d'oiseaux.

Mattholmsfladan est une baie peu profonde, située à Parainen en Finlande.

## Présentation
La baie est bordée par une ceinture de roseaux et il y a aussi quelques îlots de roseaux dans la zone d'eau libre.
La région de Lenholm est un ensemble de bosquets' prairies et forêts dominé par des arbres à feuilles caduques. Des milliers de chênes et des centaines de tilleuls poussent dans la zone. 
Les chênes les plus anciens sont parmi les plus grands connus en Finlande. 
Il existe des espèces rares de champignons dans la région et la zone de bosquets sur la côte sud-est est considérée comme le meilleur lieu de culture de champignons rares en Finlande. Les espèces de mousse et de lichen comptent aussi des espèces rares. 
La partie nord de la seututie 180 est un ensemble de pâturages et de forêts avec des noyers et des chênes. 
La réserve naturelle voisine de Lenholm et Mattholmsfladan forment une zone de conservation de valeur internationale et un site Natura 2000 de 129 hectares.

## Oiseaux
Mattholsmfladan est un lieu de repos pendant la migration et à l'automne la baie acvueille de nombreux cygnes, oies, aythyas et canards. 
Les espèces d'oiseaux comprennent le cygne tuberculé, le grèbe huppé, le fuligule milouin et le canard chipeau, qui sont des habitants typiques des baies d'oiseaux luxuriantes. 
La rousserolle effarvatte chante dans les roseaux. 
Entre 56 et 72 espèces aviaires ont été repérées autour de la tour d'observation.

## Randonnée
Mattholmsfladan est situé à environ 9 kilomètres au sud-ouest du centre de Parainen, le long de la route périphérique de l'archipel. 
Il y a une tour d'observation des oiseaux, qui est accessible par le sentier de randonnée de Lenholm.